# Bigsby Guitars

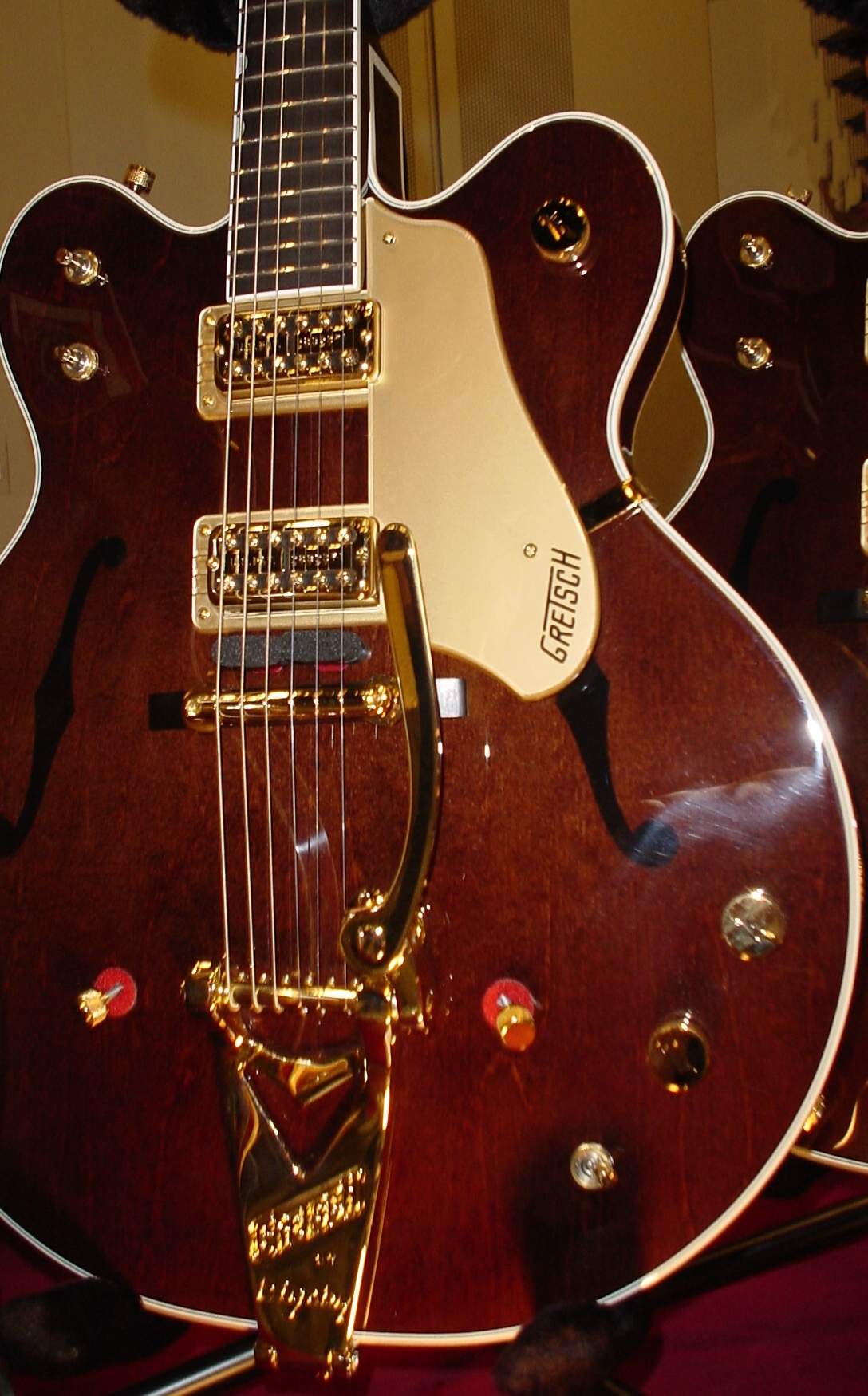
Gretsch G6122-1958 Chet Atkins mit vergoldetem Bigsby Vibrato

Bigsby Guitars ist eine US-amerikanische Firma, die sich auf die Produktion von Gitarrenzubehör, speziell Vibratos, spezialisiert hat. Gegründet wurde die Firma in den 1940er Jahren von Paul Adelburt Bigsby (1899–1968) in Downey (Los Angeles County), Kalifornien zur Herstellung von E-Gitarren und Lapsteels. Gründer Paul Bigsby gehörte mit seinen frühen Instrumenten zu den Pionieren des E-Gitarrenbaus und beeinflusste mit seinen Ideen u. a. Leo Fender.

## Geschichte
Die Firma „Bigsby Guitars“ geht zurück auf die Crocker Motorcycle Company, ein Motorradhersteller, in der Paul Bigsby als Mechaniker und Entwickler seit den 1930er Jahren tätig war. Bigsby, der sich selbst rühmte, alles reparieren zu können, kam als Fan von Countrymusik in den 1940er Jahren in Kontakt mit dem Musiker Merle Travis, einem Kunden von Crocker. Travis berichtete Bigsby von Problemen mit dem verschlissenen Vibratosystem seiner Gibson-L-10-Gitarre, woraufhin Bigsby für die Gitarre ein neues Vibrato entwickelte. Herzstück des Vibrato war eine drehbar gelagerten Stahlwelle, um die die Saiten gewickelt wurden. Dieses neue Vibrato ermöglichte gleichmäßige Tonhöhenschwankungen in beide Richtungen und konnte anstelle des Saitenhalters auf nahezu allen Archtop-Gitarren der damaligen Zeit installiert werden. Ab den 1950er Jahren wurden Bigsby-Vibratos sowohl als Serienausstattung von Firmen wie Gretsch und Gibson auf ihren Gitarren angeboten, als auch von Bigsby als Nachrüstset für Gitarren ohne Vibrato.
Im Jahr 1946 berichtete Travis Bigsby von der Idee, eine neuartige E-Gitarre herzustellen. Die Gitarre sollte einen flachen, teilweise massiven Korpus besitzen, um unerwünschte Rückkopplungen zu vermeiden. Die bis dahin gebräuchlichen E-Gitarren besaßen noch den hohlen Korpus der Akustikgitarre, weshalb sie sehr leicht die Schallwellen der Verstärker auffingen und Störgeräusche produzierten. Darüber hinaus sollte die Gitarre eine asymmetrische Kopfplatte haben, auf der die sechs Stimmmechaniken in einer Linie angebracht werden sollten. Travis erhoffte sich gegenüber der traditionell-symmetrischen „3-links-3-rechts“-Anordnung ein bequemeres Stimmen und eine größere Stimmstabilität. Weiter sollte der Korpus ein Cutaway besitzen, um die Bespielbarkeit der hohen Bünde zu verbessern. Bigsby fertigte ein erstes Exemplar dieses Entwurfs, die erste Bigsby/Travis-Gitarre, Mitte 1948 nach Skizzen von Travis an. Bigsby erhielt schnell Aufträge für weitere Instrumente, nach dem Travis die Gitarre regelmäßig bei Livekonzerten und Radioauftritten benutzte. In der Folgezeit stellte Bigsby neben den Vibratos E-Gitarren, E-Mandolinen, Lapsteels und verschiedene Doppelhalsgitarren her, die Gitarre und Mandoline kombinierten. Weiter arbeitete Bigsby auf Bestellung die Kopfplatten von herkömmlichen Akustikgitarren auf die neue asymmetrische Form um.

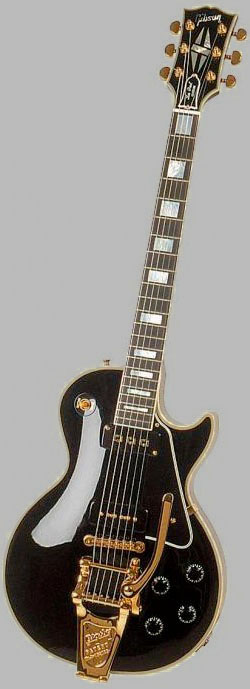
Gibson Les Paul 54 Custom Bigsby mit vergoldetem Bigsby-Vibrato

Im Jahr 1965 verschlechtere sich der Gesundheitszustand von Paul Bigsby rapide, weshalb er die Instrumentenproduktion aufgab und sich auf die Herstellung der Vibratos konzentrierte. 1966 verkaufte Bigsby seine Firma an den ehemaligen Gibson-Präsidenten Ted McCarty, der die Firma bis zu seinem Tod im Jahre 2001 leitete. Paul Bigsby starb 1968. 1999 übernahm die Fred Gretsch Company Inc. die Firma Bigsby, welche ihrerseits Teil des Fender-Konzerns ist. Die Produktion der Vibratos finden schwerpunktmäßig in den USA statt, wobei mittlerweile auch Fremdfirmen in anderen Ländern Bigsby-Vibratos fertigen. Unterscheidungsmerkmal ist häufig die Patentnummer auf den amerikanischen Originalen, die bei den Nachbauten durch den Schriftzug Licensed by im selben Schrifttyp ersetzt wird.

## Merle Travis Gitarre
→ Hauptartikel: Bigsby/Travis-Gitarre
Die 1948 von Paul Bigsby für Merle Travis als Einzelanfertigung mit weitgehend massivem Korpus gebaute Merle-Travis-Gitarre war zu großen Teilen aus Ahorn gefertigt und besaß einen durchgehenden Hals mit eingelegtem Stahlstab. An dessen Seiten wurden zwei teilweise hohle Flügel angebracht, die die Elektronik beherbergten. Die Gitarre besaß einen Single Coil Tonabnehmer sowie Drehregler und einen Schalter zur Veränderung des Klangs. Das Griffbrett bestand aus Palisander und hatte als Markierungen Perlmutteinlagen in der Form von Spielkartensymbolen. Die große asymmetrische Kopfplatte besaß sechs in Reihe montierte Mechaniken und einen Sattel aus Metall. Wie viele Instrumente dieses Typs hergestellt wurden, ist nicht bekannt. Es ist jedoch davon auszugehen, dass Bigsby, der die Instrumente auf Bestellung von Hand anfertigte, bis 1965 nicht mehr als 100 Instrumente inklusive E-Mandolinen und Lapsteels gebaut hat. Das Original von 1948 befindet sich heute in der Country Music Hall of Fame in Nashville, Tennessee.
Die Bigsby-Merle-Travis-Gitarre gilt heute als eine der ersten modernen E-Gitarren, da sie viele konstruktive Details der späteren Solidbody-Instrumente vorwegnahm. Es wird allgemein angenommen, dass insbesondere Leo Fender, dessen Radiogeschäft sich nur wenige Meilen entfernt in Fullerton befand, von dem Design der Merle-Travis-Gitarre beeinflusst wurde. Obwohl Leo Fender zeitlebens jede Verbindung abstritt, gilt heute als sicher, dass er die Instrumente von Bigsby kannte. Fender, der bereits in den 1940er Jahren erfolgreich Musikverstärker herstellte und reparierte, war als Techniker auf vielen Konzerten in Kalifornien anwesend. Dort kam es auch zu Treffen mit Merle Travis. Travis behauptete sogar, dass er die Bigsby-Gitarre nach einem Konzert für einige Tage an Leo Fender auf dessen Wunsch ausgeliehen habe. Im Austausch soll er einen frühen Prototyp der Fender Telecaster zur Ansicht erhalten haben. Tatsächlich weisen die ersten Prototypen der Telecaster eine symmetrische Kopfplatte mit 3-links-3-rechts-Anordnung der Mechaniken auf, die Fender kurz vor Produktionsbeginn 1950 zugunsten einer asymmetrischen 6-in-Reihe-Anordnung ähnlich der Bigsby-Gitarre verwarf.

## Bigsby Vibrato

Funktionsprinzip des Bigsby-Vibratos

Das Bigsby Vibrato fand als eines der ersten Tremolosysteme bis heute weite Verbreitung. Besonders auf Gitarren der Firma Gretsch, aber auch auf Instrumenten von Gibson, Fender, Rickenbacker und anderen wurde das Bigsby-Vibrato serienmäßig angeboten oder nachträglich installiert. Das Vibrato selbst besteht aus einer Grundplatte aus massiven Aluminium, in welcher eine Stahlwelle drehbar gelagert ist. Die Saiten werden um die Stahlwelle gewickelt, an der auch der Vibratohebel befestigt ist. Bewegt man den Vibratohebel, werden die Saiten auf- oder abgewickelt und die Tonhöhe ändert sich entsprechend zur schwankenden Saitenspannung. Das Bigsby-Vibrato erlaubt leichte Schwankungen der Tonhöhe um etwa 1–2 Halbtöne. Dem Saitenzug wirkt eine massive Feder entgegen, die ursprünglich aus dem Motor eines Harley-Davidson Motorrades stammte. Die Feder befindet sich bis heute im Ersatzteilprogramm von Harley-Davidson. Die gebräuchlichsten Typen des Bigsby-Vibratos sind:
- B 3 – Bigsby-Vibrato mit trapezförmiger Grundplatte. Das B 3 wird mittels Schrauben an der Zarge fixiert und liegt unbefestigt auf der Decke auf. Durch den Saitendruck wird die Brücke in ihrer Position gehalten; ein entsprechender Halswinkel ist dafür Voraussetzung. Da auf der Decke der Gitarre keine weiteren Bohrungen vorgenommen werden müssen, ist das B 3 als Nachrüstset sehr beliebt. Das B 3 und vor allem das B 6 ist hauptsächlich auf halbakustischen Gitarren (z. B. Gretsch) zu finden.

- B 5 – Kleine Version des B 3 mit kreisförmiger Grundplatte und Niederdruckrolle. Das B 5 wird von Musikern wegen seines Aussehens auch „Horseshoe“ (Hufeisen) genannt. Das B 5 ist aufgrund seiner kleinen, kompakten Bauweise für die Montage auf flachen Solidbody-Gitarren wie der Gibson SG oder Fender Telecaster geeignet. Befestigung mittels Schrauben auf der Decke.

- B 6 – Längere Version des B 3.

- B 7 – Längere Version des B 3 mit zusätzlicher Niederdruckrolle für die Saiten. Dieses wird verwendet falls der Gitarrenhals nicht den erforderlichen Winkel aufweist um die Brücke durch den Saitendruck ausreichend zu fixieren. Aufgrund der zusätzlichen Schraubenbefestigung auf der Decke ist ein Sustainblock im Inneren der halbakustischen Gitarre wie beispielsweise bei der Gibson ES-335 erforderlich.

Ein Nachteil des Systems gegenüber den Vibratos von Fender ist das äußerst eingeschränkte Spektrum, in dem die Tonhöhe verändert werden kann. Außerdem funktioniert es häufig nicht völlig verstimmungsfrei.

## Bigsby in der Musik

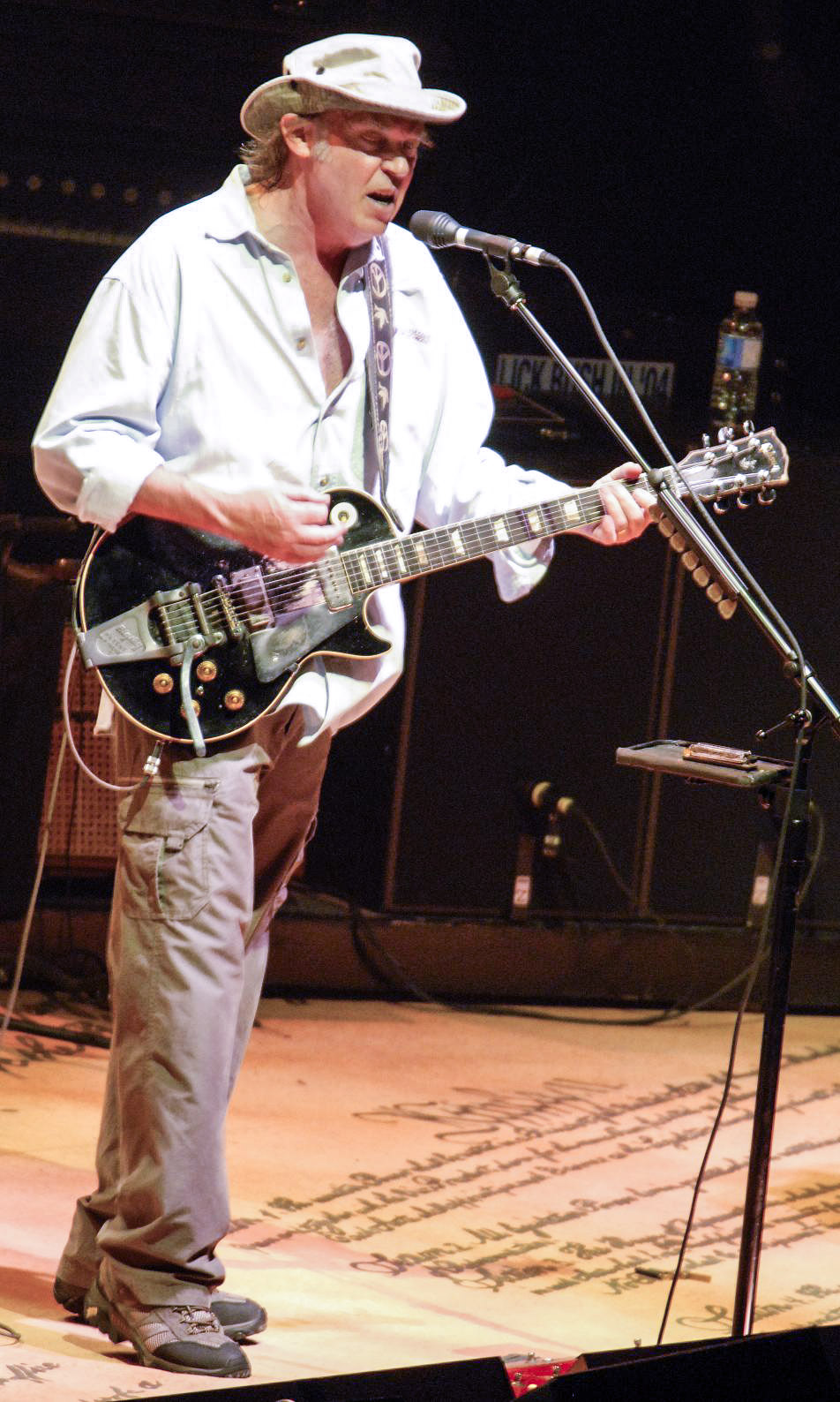
Neil Young mit Gibson Les Paul

Die Bigsby-Gitarren und Lapsteels sind nur auf wenigen Aufnahmen der 1950er Jahre zu hören, da sie schnell von den Instrumenten des Herstellers Fender verdrängt wurden. Neben Merle Travis spielten u. a. Jimmy Bryant und Grady Martin Gitarren von Bigsby, Letzterer auch eine Doppelhals-Gitarre. Die Lapsteels wurden u. a. von Speedy West eingesetzt.
Weiter verbreitet als die Instrumente sind die Bigsby-Vibratos, die es aufgrund ihrer Bauweise erlauben, dem Gitarrenton ein charakteristisches „Schimmern“ hinzuzufügen. Dieser Klang wird vor allem in jenen Stilistiken eingesetzt, in denen der Gitarrenklang wenig oder gar nicht verzerrt wird wie im Jazz, Blues oder Rock ’n’ Roll. Hörbeispiele finden sich sowohl bei Countrymusikern wie Chet Atkins und Duane Eddy bis hin zu den Rockabilly-Punks der Stray Cats. John Lennon ließ sich in den 1960er Jahren ein Bigsby B 5 Vibrato auf seine legendäre Rickenbacker Gitarre montieren.
Klangbeispiel: Akkord mit Bigsbyⓘ